# Горнбі (Нью-Йорк)
Горнбі (англ. Hornby) — місто (англ. town) в США, в окрузі Стубен штату Нью-Йорк. Населення — 1684 особи (2020).

## Демографія
Згідно з переписом 2010 року, у місті мешкало 1706 осіб у 652 домогосподарствах у складі 504 родин. Було 719 помешкань
Расовий склад населення:
| - 96,5 % — білих - 0,9 % — корінних американців - 0,4 % — чорних або афроамериканців - 0,4 % — азіатів |

До двох чи більше рас належало 1,8 %. Частка іспаномовних становила 1,6 % від усіх жителів.
За віковим діапазоном населення розподілялося таким чином: 24,3 % — особи молодші 18 років, 63,3 % — особи у віці 18—64 років, 12,4 % — особи у віці 65 років та старші. Медіана віку мешканця становила 42,8 року. На 100 осіб жіночої статі у місті припадало 99,5 чоловіків;  на 100 жінок у віці від 18 років та старших — 101,6 чоловіків також старших 18 років.
Середній дохід на одне домашнє господарство  становив 68 205 доларів США (медіана — 55 893), а середній дохід на одну сім'ю — 73 346 доларів (медіана — 64 762). Медіана доходів становила 52 083 долари для чоловіків та 35 000 доларів для жінок. За межею бідності перебувало 5,9 % осіб, у тому числі 8,9 % дітей у віці до 18 років та 1,3 % осіб у віці 65 років та старших.
Цивільне працевлаштоване населення становило 802 особи. Основні галузі зайнятості: освіта, охорона здоров'я та соціальна допомога — 23,1 %, виробництво — 20,7 %, будівництво — 10,5 %, роздрібна торгівля — 8,2 %.